# Frontière entre le Cameroun et la république du Congo
La frontière entre le Cameroun et la république du Congo est longue de 523 km.